# Miguel Hernández Agosto
Miguel Hernández Agosto (5 de abril de 1927 - 18 de marzo de 2016) fue un político puertorriqueño, cuyo servicio en el gobierno abarcó varias generaciones. Afiliado con el Partido Popular Democrático, Hernández Agosto comenzó su carrera política como miembro de Gabinete, pero finalmente se convirtió en Senador por acumulación. Hernández Agosto sirvió como Presidente del Senado de Puerto Rico por 12 años (1981-1993).

## Primeros años y educación
Hernández Agosto nació el 5 de abril de 1927 en el pueblo de Las Piedras.
Hernández Agosto concluyó su bachillerato en la Universidad de Puerto Rico en Mayagüez a la edad de 19 años. El año siguiente, completo su grado de Maestría en la Universidad Estatal de Míchigan, y luego un doctorado en la Universidad de Míchigan. En 1970, Hernández Agosto terminó sus estudios con un JD de la Escuela de Derecho de la Universidad Interamericana de Puerto Rico. Hernández Agosto fue miembro de la fraternidad latina Phi Iota Alpha, la organización intercolegial más antigua para latinoamericanos.

## Carrera profesional
Durante su juventud, Hernández Agosto sirvió como maestro de ciencias y matemáticas en la escuela superior de Humacao y Juncos.

## Servicio público
De 1960 a 1965, Hernández Agosto fue director Ejecutivo de la Autoridad de Puertos de Puerto Rico bajo el gobierno de Luis Muñoz Marín, quién posteriormente le nombró como Secretario del Departamento de Agricultura una posición que también desempeño bajo el gobierno de Roberto Sánchez Vilella.
En 1970, se introdujo a la política electiva como senador por acumulación, llenando la vacante creada por la dimisión del entonces senador Luis Muñoz Marín. Dos años después, fue elegido senador por el Partido Popular Democrático (PPD). Un año después de su reelección, fue nombrado vicepresidente del Senado. Hernández Agosto fue reelecto en 1976 y nombrado como portavoz de la Minoría.
En 1981, luego de ser reelecto una vez más, Hernández Agosto se convierte en el noveno presidente del Senado de Puerto Rico, posición que mantuvo por 12 años. En 1993, después de la derrota del Partido Popular Democrático  en las elecciones de 1992, lo eligen otra vez como Portavoz de la Minoría del Senado de su partido hasta que 1996.
Hernández Agosto fue Presidente del Partido Popular Democrático de 1978 a 1981 y presidió el Comité para el Quinto Centenario del Descubrimiento de América y Puerto Rico.
A nivel nacional, Hernández Agosto estaba afiliado con el Partido Demócrata. Después de una intensa campaña primarista contra el exgobernador Carlos Romero Barceló en 1988, fue nombrado presidente del Partido Demócrata de Puerto Rico, posición que ocupó hasta 1992.

## Retiro y fallecimiento
Hernández Agosto fue profesor a tiempo parcial de derecho en la Escuela de Derecho de la Universidad Interamericana de Puerto Rico.  En 2008, presidió la campaña de reelección del entonces Gobernador Aníbal Acevedo Vilá.
Hernández Agosto falleció el 18 de marzo de 2016.  El Gobernador Alejandro García Padilla ordenó cinco días de duelo y colocar las banderas a media asta.